# Escuela Naval Arturo Prat
La Escuela Naval Arturo Prat tiene por misión formar a los futuros Oficiales de Marina de la Armada de Chile. Debe su nombre al máximo héroe naval chileno Arturo Prat Chacón. Corresponde a una institución de Educación Superior de las Fuerzas Armadas de Chile y que está acreditada por la Comisión Nacional de Acreditación.
Su lema es «Honor y Patria, Eficiencia y Disciplina», por lo que esta institución forma a los Oficiales de Marina en lo naval, moral, intelectual, físico y cultural, basados en los más altos ideales y valores sustentados por la Armada de Chile, esto es, profesionales de excelencia, que sean capaces de sobreponerse a la fatiga y el peligro que impone el mar, dominar tecnología de punta y conducir los destinos de la Armada de Chile en el siglo XXI.
El actual director de la Escuela Naval Arturo Prat es el capitán de navío Gonzalo Tappen de la Carrera.

## Historia

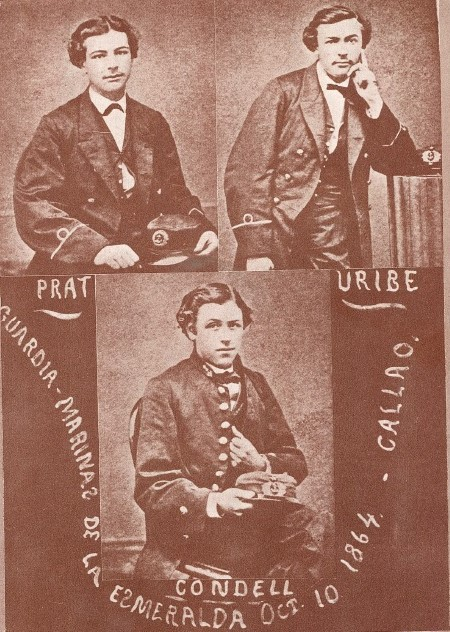
Los jóvenes Prat, Uribe y Condell durante el curso de guardiamarina. Fotografía de 1864.

Debido a la formación de la Primera Escuadra Nacional se tuvo la necesidad de formar a los primeros oficiales de marina que fueran capaces de dirigir sus operaciones navales. Por esto, el 4 de agosto de 1818, el director supremo capitán general Bernardo O'Higgins fundó la primera Escuela Naval con el nombre de Academia de Jóvenes Guardias Marinas.

No olvidéis que el porvenir de la Marina depende principalmente de la ilustración y moralidad de sus miembros, que los conocimientos de la Escuela Naval sólo son una base para facilitar los que dejan a vuestra iniciativa e inteligencia y que el país, justo apreciador de los méritos de sus servidores, no los pierde de vista y, en momentos críticos para la Patria, designa a los más aptos para los puestos de honor.
Arturo Prat en un discurso a los alumnos de la Escuela Naval, 1873.[cita requerida]

Posteriormente fue rebautizada como Academia de Guardiamarinas, y luego como Escuela Náutica o de Aplicación, hasta que en 1858 se le denominó Escuela Naval del Estado. Esta nueva denominación coincidió con el llamado Curso de los Héroes, del que fueron parte Arturo Prat Chacón, Luis Uribe Orrego, Carlos Condell de la Haza, Jorge Montt Álvarez y Juan José Latorre, entre otros.
El 24 de septiembre de 1945 se le otorgó el nombre de su héroe patronímico, Arturo Prat. La Escuela Naval es custodia de la espada del capitán Prat y de la campana de la corbeta Esmeralda, hundida gloriosamente en el combate naval de Iquique (1879).
El 30 de enero de 2007 ingresaron por primera vez a la Escuela Naval Arturo Prat, cadetes de sexo femenino, marcando un hito histórico para la Armada de Chile y completando así la presencia de la mujer en la oficialidad de las Fuerzas Armadas.
En el sistema de la educación chilena, corresponde a una institución de educación superior de las Fuerzas Armadas, autónoma y acreditada oficialmente en 2008 por la Comisión Nacional de Acreditación (CNA Chile), en el área de gestión institucional y docencia conducente a título por un periodo de 5 años (2008-2013).
Actualmente se encuentra acreditada por 6 años (2018-2024)

## Formación militar
Una vez terminado y aprobado el primer año de estudios, los cadetes deben optar a uno de los siguientes escalafones:
- Ejecutivo e ingenieros navales.[1]
- Infantería de Marina.[2]
- Abastecimiento.
- Litoral.

Una vez terminado el 4.º año de estudios, los oficiales graduados son investidos con el grado militar de guardiamarina y realizan el crucero de instrucción a bordo del buque escuela Esmeralda. Luego de esto, los jóvenes oficiales son ascendidos al grado de subteniente, y deben cumplir transbordo a buques de superficie y reparticiones terrestres a lo largo del país.

## Carrera militar

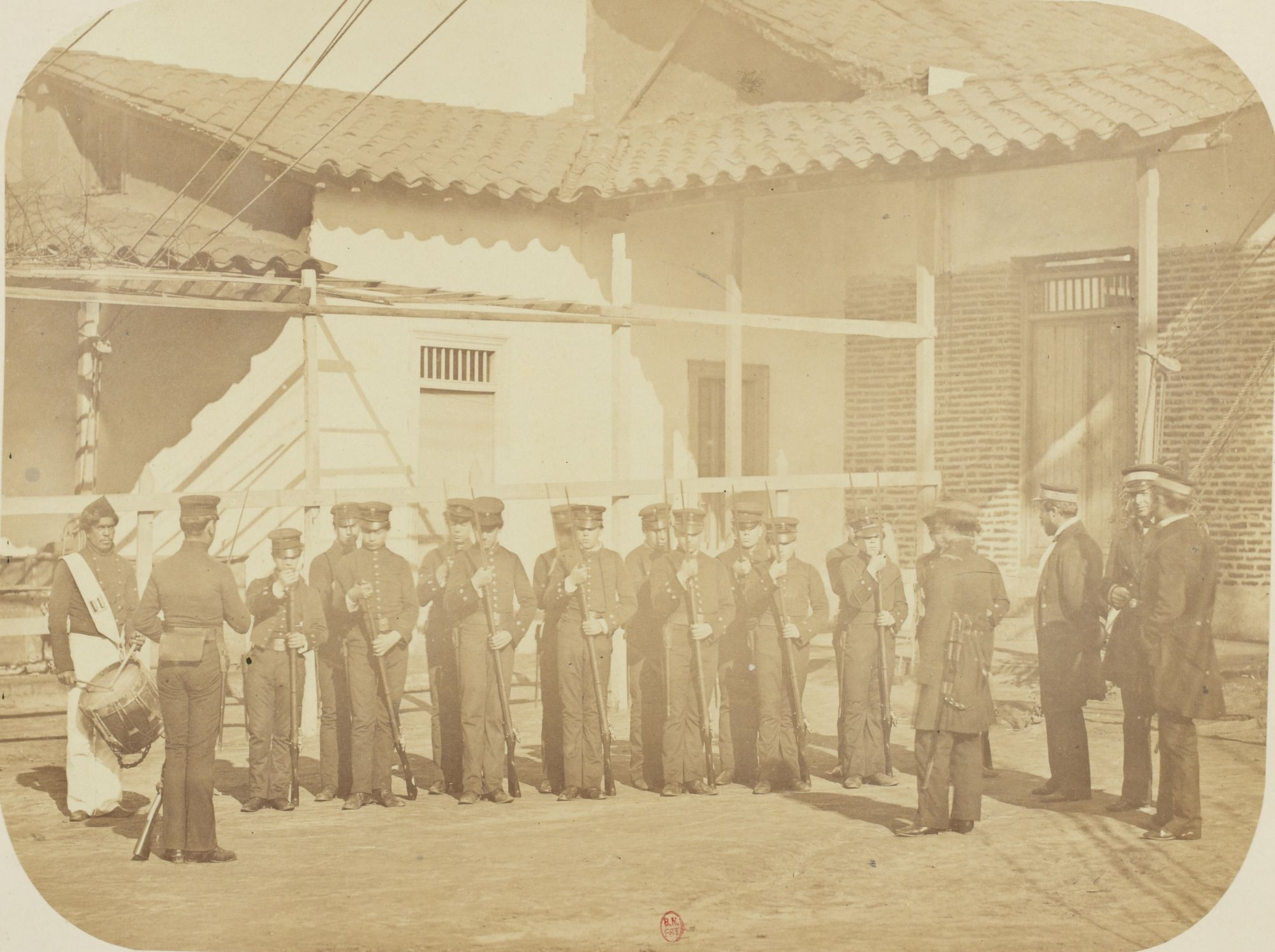
Cadetes de la Escuela Naval hacia 1860.

El programa de estudios en la Escuela Naval tiene una duración de 4 años. Al término del segundo año, los cadetes obtendrán el grado académico de bachiller y al finalizar el cuarto año reciben el grado académico de licenciado en ciencias navales.
Una vez seleccionado su escalafón, los cadetes egresan como oficiales con el grado de guardiamarina. En esta condición, son contratados por la Armada, siendo transbordados al buque escuela Esmeralda para realizar su crucero de instrucción. En esta unidad, los jóvenes oficiales realizan una etapa de formación práctica aplicada.
Al término del año a bordo del buque escuela Esmeralda, los oficiales ascienden al grado de subteniente, siendo transbordados a unidades y reparticiones de la Armada por espacio de dos años para su práctica profesional, tras lo cual son destinados a la Academia Politécnica Naval, ubicada en el sector de la base naval en Las Salinas, Viña del Mar, donde los oficiales continúan estudiando por uno o dos años, al término de los cuales obtienen su título profesional acorde a la especialidad que han elegido.
| Años de estudio | Grado     | Rango |
| --------------- | --------- | ----- |
| 1° - 3° año     | Cadete    |       |
| 4º año          | Brigadier |       |

| Años de Oficial | Grado              | Rango              |
| --------------- | ------------------ | ------------------ |
| 1° año          | Guardiamarina      | Oficial Subalterno |
| 2° - 4° año     | Subteniente        | Oficial Subalterno |
| 5° - 9° año     | Teniente 2°        | Oficial Subalterno |
| 10° - 15° año   | Teniente 1°        | Oficial Subalterno |
| 16° - 20° año   | Capitán de Corbeta | Oficial Jefe       |
| 21° - 25° año   | Capitán de Fragata | Oficial Jefe       |
| 26° - 30° año   | Capitán de Navío   | Oficial Superior   |
| 31° - 32° año   | Contralmirante     | Oficial General    |
| ---             | Vicealmirante      | Oficial General    |
| ---             | Almirante          | Oficial General    |

## Infraestructura
Con más de 14.8 hectáreas, la Escuela Naval posee modernas salas de clases, de estudio, de náutica y de navegación costera además de laboratorios de idiomas, computación, física y química; biblioteca, comedores y dormitorios. 
Junto a lo anterior, posee además un moderno Simulador de Navegación con tecnología de última generación, para la preparación de estos futuros Oficiales de marina, en aspectos de navegación costera y de alta mar, el cual les permite desarrollar las competencias necesarias para navegar por las costas nacionales en los actuales buques que posee la Armada de Chile.
Para que los Cadetes logren las destrezas físicas que exige la vida naval, la Escuela posee un moderno Complejo Deportivo de estándar olímpico, el que cuenta con una piscina temperada y gimnasio techado, para el desarrollo de actividades deportivas en las disciplinas de básquetbol, esgrima, judo, natación, vóleibol, entre otros. Todo esto, se complementa con espacios al aire libre, destinados a la práctica de atletismo en una moderna carpeta sintética, además de buceo, fútbol, rugby y tenis entre otros.
Sus instalaciones se encuentran en la Avenida Guillermo González Hontaneda N.º 11, Sector Playa Ancha, en la ciudad puerto de Valparaíso, correspondiente a jurisdicción de la Comandancia en Jefe de la Primera Zona Naval.
Para la práctica de los deportes náuticos, los Cadetes de la Escuela Naval de Chile poseen, en el sector de Recreo, Viña del Mar, una "Casa de Yates" que cuenta con 9 veleros (entre oceánicos y costeros) y 30 de vela menor; y en el sector de la Laguna Curauma, en Placilla, Valparaíso, cuenta con una "Casa de Botes" para la práctica de remo.

## Reliquias
- Campana de la Corbeta Esmeralda.
- Cañón de la Corbeta "Esmeralda".
- Cañón del blindado peruano "Independencia".
- Cañón Krupp de 280 mm.
- Cañones Coloniales.
- Catalejo del Capitán General Bernardo O’Higgins.
- Corbeta "Esmeralda" (Réplica).
- Estandarte de 1900.
- Hélice del Buque Escuela "Esmeralda".
- Tapas del Cabrestante de la "Esmeralda".
- Verga del Mesana de la "Esmeralda".

## Himno Institucional
El Himno de la Escuela Naval, fue compuesto por el educador español, nacionalizado chileno, Don Luis de Retana, quien fuera profesor de música del mencionado instituto matriz de la Armada de Chile entre 1916 y 1920, y se cantó por primera vez, el 21 de mayo de 1918.
LOS CADETES NAVALES
Autor: Luis de Retana.

I
Los cadetes navales chilenos
por la Patria juramos morir
y pasear su bandera sin mancha
por los mares de uno a otro confín.

II
En la lucha por grande que sea
nuestra espada sabrá defender
el honor de esa invicta bandera
que del mundo el asombro ha de ser.

III
O triunfar en gigante pelea,
o morir con orgullo y honor,
pues jamás el cadete chileno
arriará su glorioso pendón.

IV
Así Prat con sus bravos marinos
por la Patria su vida rindió,
y cubrió de laureles el barco
que a su peso tan solo se hundió.